# Llista d'episodis d'Orphen, el bruixot
Orphen, el bruixot (魔術士オーフェン, Majutsushi Ōfen) és una sèrie de manga creat per Yoshinobu Akita i dibuixada per Yuuya Kusaka. Fou publicada a la revista Dragon Jr. de l'editorial Fujimi Shobō.
Posteriorment, fou adaptada a la seva versió anime en dues temporades de 24 i 23 capítols, anomenades Orphen, el bruixot i Orphen, el bruixot: la revenja, respectivament. Produïda per l'estudi d'animació J.C. Staff i dirigida per Hiroshi Watanabe, la primera temporada fou estrenada pel canal de televisió TBS el 3 d'octubre de 1998 fins al 27 de març de 1999. La segona fou emesa pel mateix canal el 2 d'octubre de 1999 fins al 27 de març de 2000.
A Catalunya, la sèrie fou emesa completament pel canal K3 el 19 de febrer de 2003 fins a l'1 de maig de 2003, reemetent-se posteriorment en diverses ocasions.

## Llista d'episodis

### Primera Temporada: Orphen, el bruixot
La primera temporada, anomenada Orphen, el bruixot, correspon a la narració de la història de l'Azalea.
| # | Títol en català                                                                            | Data d'estrena al Japó | Data d'estrena a Catalunya |
| --- | ------------------------------------------------------------------------------------------ | ---------------------- | -------------------------- |
| 1 | Em dic Orphen Wa ga na wa Ōfen (我が名はオーフェン)                                        | 3 d'octubre de 1998    | 19 de febrer de 2003       |
| L'Orphen és un dels bruixots més avantatjats de l'escola dels mags. El dia que es gradua descobreix que la seva millor amiga, l'Azalea, ha estat convertida en un terrible drac. Però el pitjor de tot és que els dracs són els principals enemics dels bruixots.  |                                                                                            |                        |                            |
| 2 | El terror de Bloody August Chi no Hachigatsu no Kyōfu (血の八月の恐怖)                     | 10 d'octubre de 1998   | 20 de febrer de 2003       |
| L'Orphen intenta que l'Azalea torni al seu estat normal, però per culpa d'aquest gest els antics companys d'estudis de l'Orphen, ara convertits en poderosos bruixots, veuen l'Orphen com un traïdor que ha volgut ajudar un drac, el pitjor enemic dels bruixots. |                                                                                            |                        |                            |
| 3 | Comença el viatge Wa ga Tabidachi ni Tsudoe Nakama-tachi (我が旅立ちに集え仲間達)          | 17 d'octubre de 1998   | 21 de febrer de 2003       |
| Juntament amb la seva amiga Creao i tres dels seus deixebles, l'Orphen comença un llarg camí que el porta a l'exili i a buscar la seva amiga. Perseguit pels seus antics companys, l'Orphen aviat descobrirà que algú li ha parat una trampa.                      |                                                                                            |                        |                            |
| 4 | Un dimoni cuidant el jardí Wa ga Hanazono ni Nemure Mamono (我が花園に眠れ魔物)            | 24 d'octubre de 1998   | 24 de febrer de 2003       |
| Segons la Creao, a prop del turó Kahlna s'amaga un artefacte que proporciona grans poders màgics. Però abans de poder aconseguir aquest artefacte màgic, l'Orphen i els seus amics s'hauran d'enfrontar a temibles monstres.                                       |                                                                                            |                        |                            |
| 5 | La sacerdotessa del drac Doragon ni Idakareshi Miko (ドラゴンに抱かれし巫女)               | 31 d'octubre de 1998   | 25 de febrer de 2003       |
| En el seu viatge ple d'aventures, l'Orphen i els seus amics es troben amb la Fiena, una bruixa que té el poder de la curació instantània. Allunyada del món, la Fiena viu en un bosc màgic on es dedica a curar animals ferits pels caçadors.                      |                                                                                            |                        |                            |
| 6 | El llop udola al bosc Wa ga mori ni hoero Ōkami (我が森に吼えろ狼)                         | 7 de novembre de 1998  | 26 de febrer de 2003       |
| L'Orphen intenta defensar un bosc màgic de l'amenaça d'un exèrcit de caçadors, però els seus amics cauen presoners i les coses es compliquen. |                                                                                            |                        |                            |
| 7 | Les ruïnes de Burtanders Barutoanderusu no Iseki (バルトアンデルスの遺跡)                  | 14 de novembre de 1998 | 27 de febrer de 2003       |
| L'Orphen i els seus amics arriben a una misteriosa illa situada en un mar on han desaparegut uns quants vaixells de manera misteriosa. Allí trobaran un misteriós anell que els permetrà convocar el terrible drac.                                                |                                                                                            |                        |                            |
| 8 | El secret de la bruixa de Tenma Tenma no majo no Himitsu (天魔の魔女の秘密)                | 28 de novembre de 1998 | 28 de febrer de 2003       |
| Finalment, el secret del drac August i del passat de l'Orphen és revelat. Els detalls de la història que hi ha entre l'Orphen i l'Azalea es descobreixen en un moment realment dramàtic.                                                                           |                                                                                            |                        |                            |
| 9 | L'ajudant de l'antiga ciutat dels canals Unga no Miyako no Onna (運河の都の女(パートナー)) | 5 de desembre de 1998  | 3 de març de 2003          |
| Els bruixots que persegueixen l'Orphen arriben a la ciutat dels canals seguint una pista recent. Allà troben un golem que pensen utilitzar com a arma contra l'esmunyedís Orphen.                                                                                  |                                                                                            |                        |                            |
| 10 | Doll, el ninot assassí Wa ga mei ni Shitagae Dōru (我が命にしたがえ機械(ドール))           | 12 de desembre de 1998 | 4 de març de 2003          |
| Un ninot d'aparença inofensiva ha estat embruixat perquè es converteixi en una arma mortal. El seu objectiu serà trobar i destruir l'Orphen, però un simple ninot no és rival per a un bruixot experimentat.                                                       |                                                                                            |                        |                            |
| 11 | La petita aventura del Reki Reki no Chīsana Bōken (レキの小さな冒険)                       | 19 de desembre de 1998 | 5 de març de 2003          |
| Una nova amenaça plana sobre l'Orphen i els seus en ser atrapats per unes aranyes gegants. Aquesta vegada, la salvació no sembla que sigui a les mans de l'Orphen, ja que l'únic que pot alliberar-los és el petit Leki.                                           |                                                                                            |                        |                            |
| 12 | L'home llagostí Wa ga Yūjō no Ebiotoko (我が友情の海老男)                                  | 26 de desembre de 1998 | 6 de març de 2003          |
| Un per un, els alumnes que acompanyen l'Orphen en el seu llarg camí van desapareixent. Quina és la causa? Qui és el causant? Aquestes i altres preguntes hauran de ser resoltes per l'Orphen si vol tornar a veure vius els seus amics.                            |                                                                                            |                        |                            |
| 13 | Retorn a casa Wa ga Kokyō ni kaere Tsuioku (我が故郷に帰れ追憶)                            | 9 de gener de 1999     | 7 de març de 2003          |
| La cacera del drac August s'estén arreu del món. Al mateix temps, l'Orphen descobreix que en el poderós Llibre de les Ombres hi ha una cura per a l'Azalea. Però el llibre es troba sota la custòdia de l'Acadèmia de bruixots.                                    |                                                                                            |                        |                            |
| 14 | Un gran desafiament Koerarenu omoi... (越えられぬ想い…)                                    | 16 de gener de 1999    | 10 de març de 2003         |
| L'Orphen, en el més absolut secret, retorna urgentment a l'Acadèmia de bruixots, on troba nous enemics. Un d'ells és Flameheart, un bruixot ansiós de venjar-se de l'Orphen.                                                                                       |                                                                                            |                        |                            |
| 15 | El bruixot sota la llum de la lluna Gekka no Majutsushi (月下の魔術士)                     | 23 de gener de 1999    | 11 de març de 2003         |
| L'Orphen i els seus amics troben un bruixot que diu que ve de la Lluna. Després de revelar-los el seu origen, l'Orphen comença a pensar que rere aquest mag s'amaga una terrible amenaça.                                                                          |                                                                                            |                        |                            |
| 16 | La tornada de l'home llagostí Ebiotoko Futatabi (海老男ふたたび)                           | 30 de gener de 1999    | 12 de març de 2003         |
| Shrimpman torna a entravessar-se en el camí de l'Orphen i els seus amics per provocar-los nous maldecaps. Però aquesta vegada en Shrimpman es guarda un sorprenent as a la màniga.                                                                                 |                                                                                            |                        |                            |
| 17 | El secret amagat a l'espasa Wa ga ken ni Himerareshi Nazo (我が剣に秘められし謎)           | 6 de febrer de 1999    | 13 de març de 2003         |
| L'Orphen troba una espasa llegendària envoltada en un misteriós passat que la Creao sembla que coneix força bé. Si aconsegueix trencar el segell màgic de l'espasa, podrà convertir-se en un dels bruixots més poderosos.                                          |                                                                                            |                        |                            |
| 18 | Vosaltres dos! torneu-me l'espasa! Temera totto to ken kaese! (てめえらとっとと剣返せ!)    | 13 de febrer de 1999   | 14 de març de 2003         |
| Encalçat pels seus perseguidors, l'Orphen aconsegueix a la fi empunyar la llegendària espasa i donar una lliçó als seus enemics. Ara ha arribat el moment d'alliberar l'Azalie de l'encanteri que l'ha convertida en el drac August.                               |                                                                                            |                        |                            |
| 19 | Els pensaments de tothom Sorezore no omoi... (それぞれの想い…)                             | 20 de febrer de 1999   | 17 de març de 2003         |
| Noves dades del passat de l'Orphen són revelades en un moment en què ell està preparat, juntament amb els seus joves alumnes, per alliberar la seva amiga Azalie de l'encanteri que la manté presonera.                                                            |                                                                                            |                        |                            |
| 20 | El secret del color de l'arc de Sant Martí Nijiiro no Himitsu (虹色の秘密)                 | 27 de febrer de 1999   | 18 de març de 2003         |
| La cura per a l'Azalea sembla que està a prop de ser descoberta, però a cada nou pas sorgeix una nova amenaça. En aquesta ocasió, un poderós bruixot podrà ser derrotat només quan l'Orphen descobreixi el secret de l'arc de Sant Martí.                          |                                                                                            |                        |                            |
| 21 | La visió sagrada del passat Seinaru kako no gen'ei (聖なる過去の幻影)                      | 6 de març de 1999      | 19 de març de 2003         |
| Una persona molt propera a l'Orphen sorgeix de les ombres del passat per posar la seva vida en perill. Això no obstant, aquest retrobament amb el passat no és res més que un engany per capturar l'Orphen.                                                        |                                                                                            |                        |                            |
| 22 | Uns ulls blaus tímids Mayoeru aoki Hitomi (迷える碧き瞳)                                   | 13 de març de 1999     | 20 de març de 2003         |
| Un dels acompanyants de l'Orphen comença a comportar-se de manera estranya, fins que finalment es descobreix que es tracta d'un altra persona que l'estava suplantant.                                                                                             |                                                                                            |                        |                            |
| 23 | La bruixa Azalea Majo Azarī (魔女アザリー)                                                 | 20 de març de 1999     | 21 de març de 2003         |
| La cerca de l'Azalea arriba a la fi, mentre que l'Orphen prepara la batalla final contra els seus excompanys bruixots. Ara l'equilibri del món està en mans d'un jove que s'ha convertit en el bruixot més poderós de tots.                                        |                                                                                            |                        |                            |
| 24 | La fi del viatge Wa ga Tabiji no Shūen (我が旅路の終焉)                                    | 27 de març de 1999     | 24 de març de 2003         |
| L'Orphen i els seus alumnes, ara gairebé graduats, arriben al final del llarg camí després d'haver viscut un gran nombre d'aventures. Però és realment un final feliç o es tracta del principi d'una nova aventura?                                                |                                                                                            |                        |                            |

### Segona Temporada: Orphen, el bruixot: la revenja
La segona temporada, entítolada Orphen, el bruixot: la revenja, explica la història de la Ricoris Nielsen.
| # | Títol en català                                                    | Data d'estrena al Japó | Data d'estrena a Catalunya |
| --- | ------------------------------------------------------------------ | ---------------------- | -------------------------- |
| 1 | Que les aigües termals guareixin el meu esperit (我が魂いやせ温泉) | 2 d'octubre de 1999    | 25 de març de 2003         |
| Després de mesos d'absència, l'Orphen torna a l'escola de bruixots per tal de posar les coses en ordre. Els seus antics enemics n'han estat expulsats, però una nova amenaça s'albira en l'horitzó.                        |                                                                    |                        |                            |
| 2 | Falsos banys termals (裏切りの大浴場)                              |                        | 26 de març de 2003         |
| Inesperadament una de les persones de confiança que l'Orphen té a l'escola de bruixots el traeix per raons desconegudes. Un cop més l'Orphen és desterrat.                                                                 |                                                                    |                        |                            |
| 3 | Una botiga de roba a l'infern (地獄の洋品店)                       |                        | 27 de març de 2003         |
| Tot just començat el desterrament, l'Orphen i els seus companys s'enfronten a un perill terrible: una botiga especialitzada en artefactes màgics es converteix en una trampa mortal.                                       |                                                                    |                        |                            |
| 4 | El misteri dels cercles d'amor (怪奇・愛の波紋)                    |                        | 28 de març de 2003         |
| En Volkan és un dels amics de l'Orphen i company en el desterrament. No ha sigut mai gaire afortunat en l'apartat sentimental, però un bon dia coneix l'amor de la seva vida.                                              |                                                                    |                        |                            |
| 5 | Desperta't, amor meu (目覚めよ、愛しき女[ひと])                    |                        | 31 de març de 2003         |
| La Cleao sempre ha estat enamorada de l'Orphen, però... seria capaç de sacrificar-ho tot per l'home que estima? Davant d'una amenaça terrible, aquest és el dilema amb què es troba la Cleao.                              |                                                                    |                        |                            |
| 6 | L'home llagostí i la dona cranc (海老男、蟹女)                     |                        | 1 d'abril de 2003          |
| L'Orphen i els seus amics són víctimes d'un curiós encanteri i acaben convertits en els ingredients d'un espectacular tiberi. Acabarà el seu desterrament a la panxa d'algun comensal o algú es guarda un as a la màniga?  |                                                                    |                        |                            |
| 7 | Un dia de compres, fet un embolic (おつかいの甘いワナ)             |                        | 2 d'abril de 2003          |
| La Cleao i la Ricoris són bones amigues a pesar d'estar enamorades del mateix home: l'Orphen. Una perillosa missió que hauran de dur a terme juntes, els servirà per començar a superar diferències.                       |                                                                    |                        |                            |
| 8 | Ocell! Ocell! Ocell? (鳥!鳥!鳥?)                                   |                        | 3 d'abril de 2003          |
| L'Orphen i companyia arriben a una gran ciutat a passar-hi uns quants dies reposant. Però els diners s'esgoten i hauran de buscar feina per poder anar a comprar menjar.                                                   |                                                                    |                        |                            |
| 9 | Dama a la velocitat del sol (音速の貴婦人)                         |                        | 4 d'abril de 2003          |
| En Volkan i la Ricoris cauen en una trampa terrible de la qual no sembla haver-hi sortida. Accepten el destí, però un caprici d'aquest els donarà un cop de mà inesperat.                                                  |                                                                    |                        |                            |
| 10 | Muntanyes d'il·lusions (まぼろしの雪山)                            |                        | 7 d'abril de 2003          |
| Els perills continuen i aquesta vegada l'Orphen i la Ricoris han de travessar una muntanya que, segons explica una llegenda, està protegida per esperits terribles.                                                        |                                                                    |                        |                            |
| 11 | Monstres a l'aguait (カニと少年)                                   |                        | 8 d'abril de 2003          |
| El White Club és un bruixot amb uns coneixements de màgia que deixen perplex tothom. Però es tracta d'un amic o d'un nou enemic? Això és una cosa que l'Orphen i els seus amics no trigaran a descobrir.                   |                                                                    |                        |                            |
| 12 | Judici i càstig (復讐の大法廷)                                     |                        | 9 d'abril de 2003          |
| Antics enemics de l'Orphen s'han reunit per planejar una venjança. Preparen una emboscada que aïllarà l'Orphen de la resta de companys per donar-li un cop mortal.                                                         |                                                                    |                        |                            |
| 13 | Un refredat inoportú (風邪になった少女)                            |                        | 10 d'abril de 2003         |
| La Ricoris agafa un bon refredat. Al principi és només una mica de febre, però de mica en mica es converteix en un assumpte dramàtic. L'Orphen té la sospita que al darrere de tot hi ha la màgia.                         |                                                                    |                        |                            |
| 14 | La senyoreta Majic (えっ！マジクが・・・)                          |                        | 11 d'abril de 2003         |
| Que passa quan un bruixot és incapaç de recórrer a la màgia? Això és el que hauran de descobrir l'Orphen i els seus amics, que es troben indefensos davant una gran amenaça.                                               |                                                                    |                        |                            |
| 15 | Fugida en nit de lluna plena (満月の夜の家出)                      |                        | 14 d'abril de 2003         |
| L'Orphen i companyia passen uns quants dies de descans, que aprofiten per reflexionar sobre els darrers esdeveniments. Aleshores la Cleao comença a recordar el seu passat.                                                |                                                                    |                        |                            |
| 16 | Aventures a bord del vaixell de luxe (熱闘!豪華客船)               |                        | 15 d'abril de 2003         |
| Un grup de bruixots ha aconseguit localitzar l'Orphen i pretén capturar-lo per portar-lo a l'escola de bruixots. Ha arribat l'hora de la veritat per a l'Orphen i els seus amics.                                          |                                                                    |                        |                            |
| 17 | Els dobles de l'Orphen (出た!にせオーフェン)                       |                        | 16 d'abril de 2003         |
| Algú que es fa passar per l'Orphen provoca problemes greus en un poblet. Però l'arribada de l'autèntic Orphen servirà per aclarir tots els malentesos.                                                                     |                                                                    |                        |                            |
| 18 | La cançó trista de bressol (哀しみの子守唄（ラプソディー）)        |                        | 17 d'abril de 2003         |
| El viatge de l'Orphen i els seus amics es converteix en una fugida precipitada davant la imminent presència dels seus perseguidors. Però, a pesar que no poden perdre ni un segon, han de combatre una darrera injustícia. |                                                                    |                        |                            |
| 19 | Ricoris Nielsen (リコリス・ニールセン)                             |                        | 21 d'abril de 2003         |
| |                                                                    |                        |                            |
| 20 | La veritat dins la tempesta (嵐の中の真実)                         |                        | 28 d'abril de 2003         |
| |                                                                    |                        |                            |
| 21 | El bruixot Majic (魔術士マジク)                                    |                        | 29 d'abril de 2003         |
| L'enfrontament final entre l'Orphen i els seus rivals ha arribat. A pesar de la inferioritat numèrica l'Orphen coneix els millors encanteris capaços de derrotar qualsevol enemic.                                         |                                                                    |                        |                            |
| 22 | Sentiments en desacord (想い、すれ違って…)                         |                        | 30 d'abril de 2003         |
| La traïció, i els motius que hi portaren, és aclarida. l'Orphen pot tornar a netejar el seu nom, encara que abans haurà de fer front a un darrer i terrible enemic.                                                        |                                                                    |                        |                            |
| 23 | Sortiu, espases blanques de llum! (我は放つ光の白刃)               | 25 de març de 2000     | 1 de maig de 2003          |
| Els temps d'aventures arriben a la fi i és el moment de la separació. En el comiat es barregen records emocionants i sentiments que han estat atenuats.                                                                    |                                                                    |                        |                            |